# Comité de liaison des organisations des travailleurs immigrés
Vous pouvez aider à l'améliorer ou bien discuter des problèmes sur sa page de discussion.
- Il ne s’appuie pas, ou pas assez, sur des sources secondaires ou tertiaires. (Marqué depuis décembre 2018)
- Il est orphelin : moins de trois articles lui sont liés. Aidez à ajouter des liens en plaçant le code [[Comité de liaison des organisations des travailleurs immigrés]] dans les articles relatifs au sujet. (Marqué depuis décembre 2018)

- Archive Wikiwix
- Bing
- Cairn
- DuckDuckGo
- E. Universalis
- Gallica
- Google
- G. Books
- G. News
- G. Scholar
- Persée
- Qwant
- (zh) Baidu
- (ru) Yandex
- (wd) trouver des œuvres sur Wikidata

Le comité de liaison des organisations des travailleurs immigrés est une institution belge qui a été mise en place en 1971. 
Elle émerge de la collaboration entre les 2 organisations FGTB et CSC ainsi que 85 autres organisations démocratiques des travailleurs immigrés. Ce comité a été conçu selon une vision antifasciste et progressiste.
En 1977, à la suite de la constatation de l’échec des conseils consultatifs communaux, le comité crée l’objectif 82 qui comprend 3 réclamations : la sécurité de séjour, le droit de vote aux élections communales et le vote d’une loi réprimant le racisme.

## Historique
L’immigration est une composante essentielle tant au niveau démographique qu’au niveau du domaine de l’emploi.
On observe que 80% des services d’aide et d’accueil des travailleurs immigrés (sur le territoire de l’agglomération bruxelloise) proviennent uniquement de l’initiative belge. Les 20 % restants sont pris en charge par les étrangers eux-mêmes.
La Commission Tripartite de la Main d'Œuvre Étrangère (C.M.T.O.E.) est la première Commission, concernant l'immigration, qui a été mise en place, en 1958, auprès du Ministre belge de l'Emploi et du Travail[Lequel ?]. Elle va avoir pour fonction d'analyser les multiples problèmes engendrés par l'immigration. 
En juillet 1965, le Conseil Consultatif de l'immigration (C.C.I.) remplace la C.T.M.O.E. Ce changement est dû au besoin pour le gouvernement de prévoir une politique d'immigration et d'accueil qui s'accommode à l'arrivée de travailleurs accompagnés de leur famille. Ce Conseil a pour mission d'examiner les problèmes sociaux, économiques et administratifs rencontrés par l'immigration pour ensuite rendre des avis auprès du Ministère de l'Emploi et du Travail. Pour qu’un projet de loi concernant les immigrés voit le jour, l’avis de ce conseil doit normalement être demandé. Il existe également des conseils consultatifs auprès des communes. Les conseils consultatifs communaux des immigrés ont été mis en place par des organisations syndicales avec pour objectif de faire participer la population immigrée à la vie politique. C’est en 1968, à Cheratte et à Flémalle, qu’on lieu les premières élections dans le but d’élire des représentants dans les 33 communes. Ces conseils n'ont pas perduré en raison de leur unique participation consultative dont les autorités communales ne tiennent pas compte.
Des conventions de sécurité sociale sont adoptées dès 1956. Leur aboutissement ne se concrétise pas en raison de la grande disparité entre les conditions de vie des travailleurs étrangers. Il y a une grande injustice tant à l’acceptation qu'aux conditions de travail des étrangers en Belgique selon leur pays de provenance. Par exemple, pour pouvoir exercer indépendamment une profession, les travailleurs immigrés doivent posséder une carte professionnelle délivrée par le ministre. En cas de refus, l'étranger n’a pas la possibilité d’introduire un recours. Cette situation fait naître un ressentiment urgent à l’époque d’adopter un statut uniformisé du travailleur immigré.
Dans les faits, la mise en place d’un statut des étrangers a moins d'impacts dans certains domaines comme en matière de droit du travail, de droit à la sécurité sociale et à l'aide sociale ainsi que pour la formulation des garanties et de l'organisation des recours qui s’appuient sur l’initiative individuelle. Cette situation est problématique pour un certain nombre d'immigrés qui, pour exercer cette prérogative, doivent connaître leurs droits. L'information à ce propos est peu diffusée et si elle l’est, elle ne l’est que dans la langue officielle du pays. A toute cette complexification s’ajoute les conséquences auxquelles s’expose l'immigré face à une telle revendication.
Face à la multiplication de sources (Convention relative à l'emploi et au séjour, protocoles additionnels…) qui débouchent sur une confusion et incertitude, ce qui mène à une injustice, des organisations apparaissent et viennent à l’aide de ces travailleurs immigrés.
En théorie, les Conventions traitent humainement et équitablement les travailleurs étrangers, ce qui n'est pas le cas en pratique. Les syndicats manifestent peu d’intérêt pour les problèmes spécifiques que rencontrent les travailleurs migrants.
L'échec des conseils consultatifs communaux ont mené à la création de l'objectif 82 mis en place par le Cloti en 1971.

### Objectif 82
Objectif 82 comprend 79 organisations : 41 immigrées et 38 belges. Il a pris naissance au niveau national dans les années 1976.
Objectif 82 présente 3 revendications :
1. Droit de vote et d'éligibilité pour tous les immigrés résidant régulièrement en Belgique depuis 5 ans, aux élections communales de 1982 et ce, sans distinction de nationalité ;
2. Loi réprimant les actes racistes et xénophobes ;
3. La sécurité de séjour en Belgique, par une loi garantissant l'accès, le séjour et l’établissement des étrangers[12].

Une réunion a lieu une fois par mois au sein de l’assemblée d’Objectif 82 dans le but de revoir les affaires politiques et publiques en matière d'immigration. Des commissions compétentes sont désignées pour mettre en œuvre les objectifs à atteindre discutés au sein de l’assemblée.
Le déroulement se présente comme suit :  
- une réunion organisée une fois par mois pour discuter des événements politiques et publics concernant l'immigration ;
- une commission nommée pour la mise en œuvre de ce qui a été discuté ;
- une étude de la constitutionnalité ou non du droit de vote octroyé à des personnes non belges et les conditions pour obtenir ce droit par la commission mise en place par F. Rigaux ;
- une étude des propositions des différents amendements de loi en matière d’entrée, de séjour, d'établissement et d'éloignement des étrangers par une autre commission.

Une mise en place :                                        
- de projets de loi tentant de réprimer les actes de racisme et de xénophobie ;
- de séances d’information dans les écoles, les institutions et les organisations ;
- de journées de solidarité, des débats, des soirées d'information et des manifestations ;

L'assemblée a des contacts avec :
- le premier ministre ainsi que les ministres et les partis au pouvoir ;
- la personne chargée de former un nouveau gouvernement ;
- les parlementaires ;
- des mouvements internationaux qui se battent pour les mêmes revendications dans d’autres pays.

## Résultats
Concernant les trois objectifs, deux ont été atteints lors des années 1980 : la sécurité de séjour et la loi punissant le racisme. Le dernier objectif concernant le droit de vote aux élections communales des immigrés n’a pas été réglé en raison du clivage divisant le pays entre francophones et flamands et la minorité des flamands dans la région de Bruxelles-Capitale. Cette place minoritaire des flamands est due à la présence majoritaire des travailleurs immigrés francophones à Bruxelles qui viennent renforcer la crainte des flamands de perdre leur influence dans cette région. Il y a eu de nombreuses tentatives à la défense de ce droit de vote à l’ensemble de la population étrangère vivant sur le territoire belge. Ces mobilisations n’ont pas permis un changement politique. Il faudra attendre l’affaire Dutroux pour voir une évolution se produire. C’est pour cette raison que l'objectif 82 s’est finalement concentré sur les deux premiers objectifs.

## Organisations

### De dimension nationale
- ACLI
- ANCOL- IPAS
- APEB
- Association des travailleurs marocains en Belgique
- ATEP
- CAGI
- Centre Culturel Turc
- COO ( Commission ouvrière)
- Coordinecio Nacionaal
- MAEEB (Mouvement Associatif des Espagnols Émigrés en Belgique)
- Democrazia Cristiana (DC)
- FAPEB (Féd. des Assoc. des Parents Espagnol en Belgique)
- FILEP (Féd. Italienne des travailleurs Immigrés et Famille)
- Mouvement du 23 mars Parti Communiste Espagnol (PCE)
- Parti communiste de Grèce (int.)
- Parti communiste italien (PCI)
- Parti social-démocrate italien (PSDI)
- Parti socialiste français (PSF)
- Parti Socialiste Italien (PSI)
- Parti Socialiste Grec
- PASOK (Parti Socialiste Grec)
- UTTB (Union des Travailleurs de Turquie en Belgique)
- PSO Espagnol
- TEKOSER (Union des Travailleurs et Étudiant Kurdes en Belgique)

### De Dimension régionale ou locale
- ALPESS (Asso.Libre de Parents Espagnole de Schaerbeek-St Josse)
- Associations des Femmes Marocaines
- Foyer Arabe
- Centrum van Marokkaanse Arbeiders
- Conseils Consultatifs des Immigrés : CCI Bruxelles-ville, CCI d’Etterbeek,CCI de Forest, CCI de St Josse T’en Noode, CCI du Uccle, CCI de Woluwé-St-Pierre,
- Club Galiléo  Galilei
- Foyer Culturel de la Jeunesse Arabe
- Groupe des Immigrés de Tubize
- Maison Arabe de Culture Ouvrière
- Maison des Travailleurs Marocains de Charleroi
- Sociedad Hispano - Belga de Ayudi Mutua
- Union populaire de Turquie à Bruxelles

### Organisations belges

#### De dimension nationale
- ACI (Mouvement d’Action Catholique en milieux indépendants)
- Aide à Toute détresse / Quart Monde
- Centre national des Equipes Populaires
- Conseil de la Jeunesse Catholique
- Association des Juristes démocrates
- Conseil National des Femmes Belges
- CSC - Confédération des syndicats chrétiens
- Culture et Développement
- Fédération des Foyers Belges de l'YWCA
- Front Anti-Fasciste
- Jeunesse Communiste de Bruxelles
- Justice et paix nationale
- Ligue Belge pour la Défense des Droits de l’Homme
- Ligue du Droit des Peuples
- MOC - Mouvement ouvrier chrétien
- MRAX - Mouvement contre le Racisme, l’Antisémitisme et la Xénophobie
- OXFAM - Belgique
- PCB - Parti communiste de Belgique
- Service Civil International
- UFAS - Union des Assistants Sociaux Francophones
- Vie Féminine
- Vivre ensemble
- VOCOM - Vlaamse Overlegoomité op Bouwweek Migratie

#### De dimension régionale ou locale
- Amitiés Belgo-Immigrés de St Gilles
- APAJI - Association Pédagogique d’Accueil aux Jeunes Immigrés
- Bruxelles Accueil
- CORB - Comissão  Culturale Recreativo de Bruxelas
- Commission Justice et Paix - Brabant Wallon
- Commission Justice et Paix - Bruxelles
- Commission Justice et Paix - Liège
- FNPB - Fédération Nationale des Patros de Belgique
- GAP - Groupe d’Action Populaire - Braine- le-compte
- Jeunes Socialistes Bruxelles (Ixelles)
- Kontaktorgaan Internationale Solidariteit Antwerpen
- Oasis Wavre
- OCGB - Onthaal Comité voor Gastarbeiders van Brabant
- Rasquinet
- Solidarités Étudiants Étrangers